# شبستان مسجد جامع
شبستان مسجد جامع مربوط به دوره زند است و در کرمانشاه، خیابان مدرس، شمال بازار قدیمی، روبروی گذر جلوخان واقع شده و این اثر در تاریخ ۸ مرداد ۱۳۸۱ با شمارهٔ ثبت ۵۸۹۵ به‌عنوان یکی از آثار ملی ایران به ثبت رسیده است.